# Mariano Rivera Paz
Mariano Rivera Paz (ur. 1804, zm. 1849) – gwatemalski polityk; prezydent Gwatemali od 29 lipca 1838 do 30 stycznia 1839, od 13 kwietnia 1839 do 25 lutego 1842 i od 14 maja 1842 do 14 grudnia 1844.
Podczas jego prezydentury Gwatemala wystąpiła ze Zjednoczonych Prowincji Ameryki Środkowej dnia 17 kwietnia 1839.